# Chenard et Walcker
Pour les articles homonymes, voir Chenard et Walcker.
Ne doit pas être confondu avec Chenard Walcker.
Chenard et Walcker est une marque d'automobiles française créée par Ernest Chenard et Henry Walcker en 1899. L’usine était située au rue du Moulin de la Tour, Gennevilliers . Quatrième constructeur français en volume vers 1922 sous la direction de l'ingénieur Lucien Chenard, il est le premier vainqueur de la première édition des 24 Heures du Mans en 1923 et collectionne les victoires en compétition automobile. Son succès commercial est assuré par ses luxueuses automobiles de sport et de tourisme. Outre sa gamme automobile, des camions sont produits à partir de 1931.
La société est filialisée par la Société des usines Chausson en 1936 et la production automobile cesse en 1940. Après la Seconde Guerre mondiale, la société produit des camions et utilitaires commercialisés par la marque Peugeot jusqu'en 1965. Juridiquement, l'entreprise n'est pas dissoute et perdure jusqu'en 1992 au travers de Chausson qui construit des utilitaires Citroën, Peugeot et Renault.

## Historique

### Fondation (1888-1900)

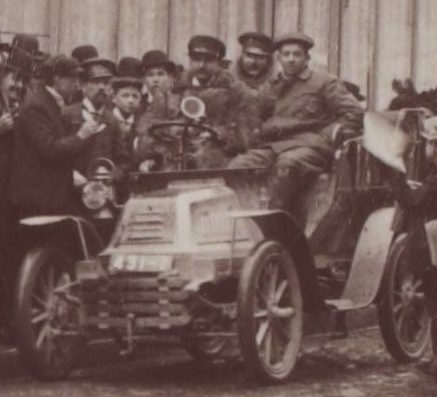
Ernest Chenard sur Chenard & Walcker (Caravane Paris-Nice de 1902).

La maison Chenard est fondée en 1888 par Ernest Chenard (1861-1922) pour la fabrication de bicyclettes, tricycles et quadricycles. Une licence de brevet d'invention sur le quadricycle est vendue à un industriel anglais nommé Duncan, ce qui apporte des capitaux à Chenard pour assurer l'expansion de son entreprise. En 1899, celle-ci est transformée en société en commandite Chenard et Walcker ; Henry Walcker (1873-1912), partenaire de la commandite, était un client de Chenard intéressé par l'automobile. Le financement de Chenard et Walcker fut majoritairement fait par Monsieur Jacques Donnay.
Ernest Chenard et Henry Walcker installent leur atelier rue de Normandie à Asnières début 1899 pour y fabriquer des cycles, des motocycles (tricycles et quadricycles) puis des moteurs et des voiturettes.

### Essor automobile (1900-1914)

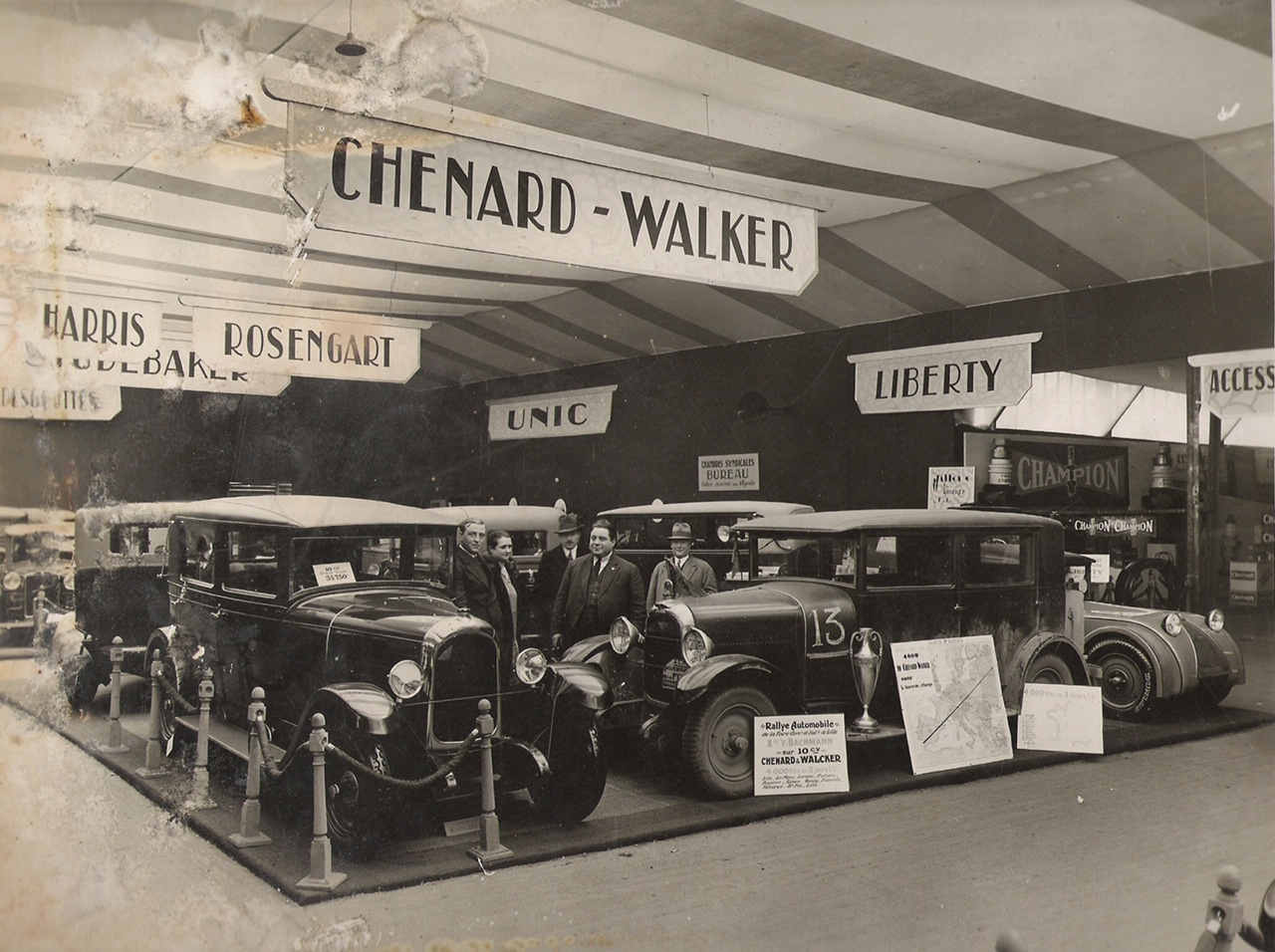
Exposition au Salon de l'automobile.

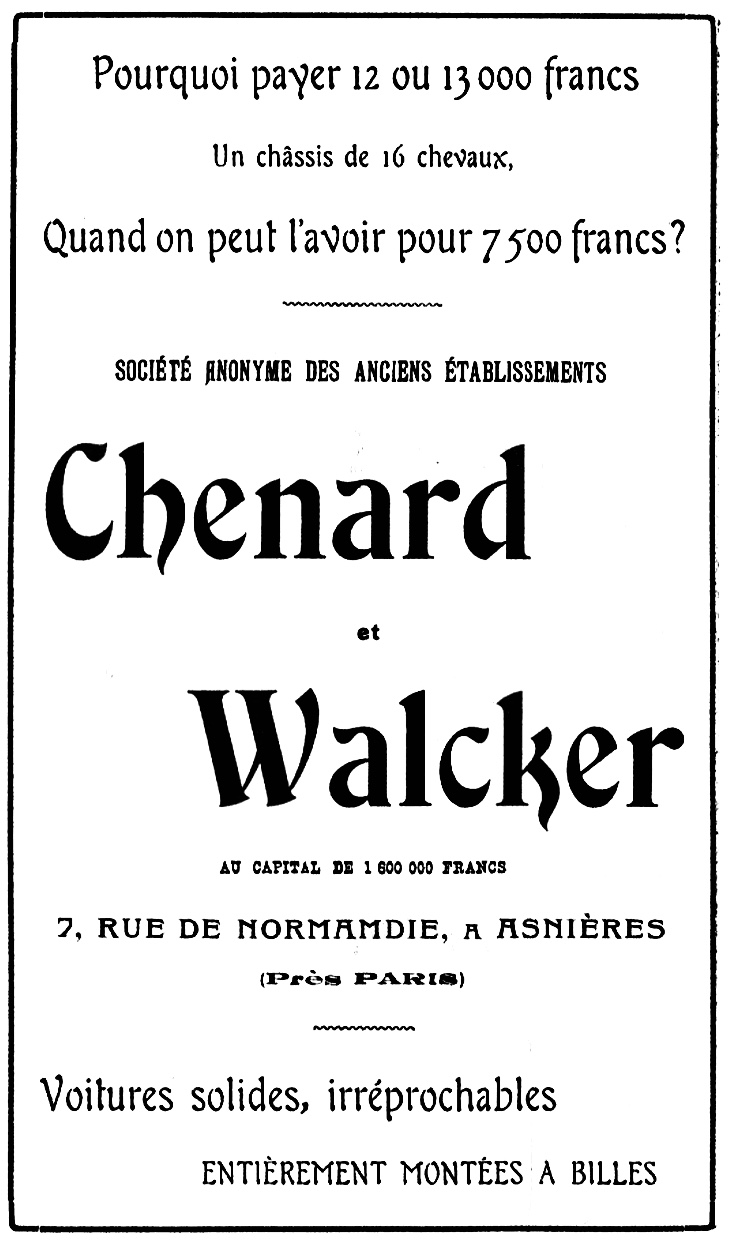
Chenard et Walcker (1907).

La première automobile produite sort de l'usine en 1901. Si cette voiture possède encore un châssis en bois renforcé de métal, elle adopte des éléments d'un caractère plus novateur ; le moteur est équipé de soupapes d'admission commandées et un essieu arrière double composé d'un essieu moteur et d'un essieu porteur accolés l'un derrière l'autre. Ce système sera utilisé jusqu'en 1927. Cette voiture comporte un moteur à deux cylindres. La quatre-cylindres sera lancée en 1902.
En 1903, Darré remporte le troisième « Critérium de la consommation », où Walcker termine deuxième avec le même modèle routier 12 CV.
En 1906, « Chenard Walcker et Cie » est transformée en « Société anonyme des anciens établissements Chenard & Walcker », avec René Donnay comme fondé de pouvoir issu de la banque Victor, partenaire de Chenard et Walcker depuis 1899.
En 1907, l'entreprise déménage à Gennevilliers rue du Moulin-de-la-Tour, nom de la rue à l'époque, dans une usine située dans le quadrilatère bordé par ce qui est devenu par la suite l'avenue Chandon, la rue Henri-Barbusse, la rue des Écoles (plus récemment, avenue du 19-Mars-1962) et la rue Paul Vaillant-Couturier.
« Chenard et Walcker se hisse progressivement aux premières places de l'industrie française. Et sa situation financière lui permet d'absorber la Société Parisienne de Carrosserie Automobile qui devient ainsi le carrossier exclusif de la marque. Mais l'euphorie générale est brutalement arrêtée nette le 20 juin 1912, lorsque Henri Walcker décède des suites d'une appendicite découverte trop tard. C'est René Donnay qui prend désormais en main toutes les fonctions commerciales de la marque, le côté technique étant toujours assuré par Ernest Chenard, secondé par Henri Toutée, un ancien de l’École des Mines. »
Cinq modèles à quatre cylindres sont livrables en 1914, dont la 6 HP de 1,2 litre. Depuis fin 1912, une 20 HP à moteur six-cylindres s'ajoute à la gamme. Toutes sont équipées d'un radiateur rond.

### Première Guerre mondiale (1914-1919)
Pendant la Première Guerre mondiale, l’usine se reconvertit dans la fabrication d'obus et de moteurs d'avions Hispano-Suiza, sous la direction de Paul Clouet, gendre d'Ernest Chenard.

### Automobiles de sport et tourisme de luxe (1920-1936)
En 1920, la 3 litres à moteur 3 paliers sort, une version Sport à partir de1922 sera équipée d'un moteur à soupapes en tête. La division des trains routiers Chenard et Walcker FAR débute la fabrication de tracteurs avec un attelage en hauteur.
En 1922, Ernest Chenard décède et son second fils, Lucien Chenard, prend sa succession. Lucien Chenard est tout juste diplômé ingénieur IDN (École centrale de Lille) lorsqu'il devient administrateur-délégué. La direction commerciale est prise en charge par Jean Donnay, lui aussi ingénieur IDN. Jusqu'en 1936, la direction technique est assurée par Lucien Chenard et Henri Toutée.

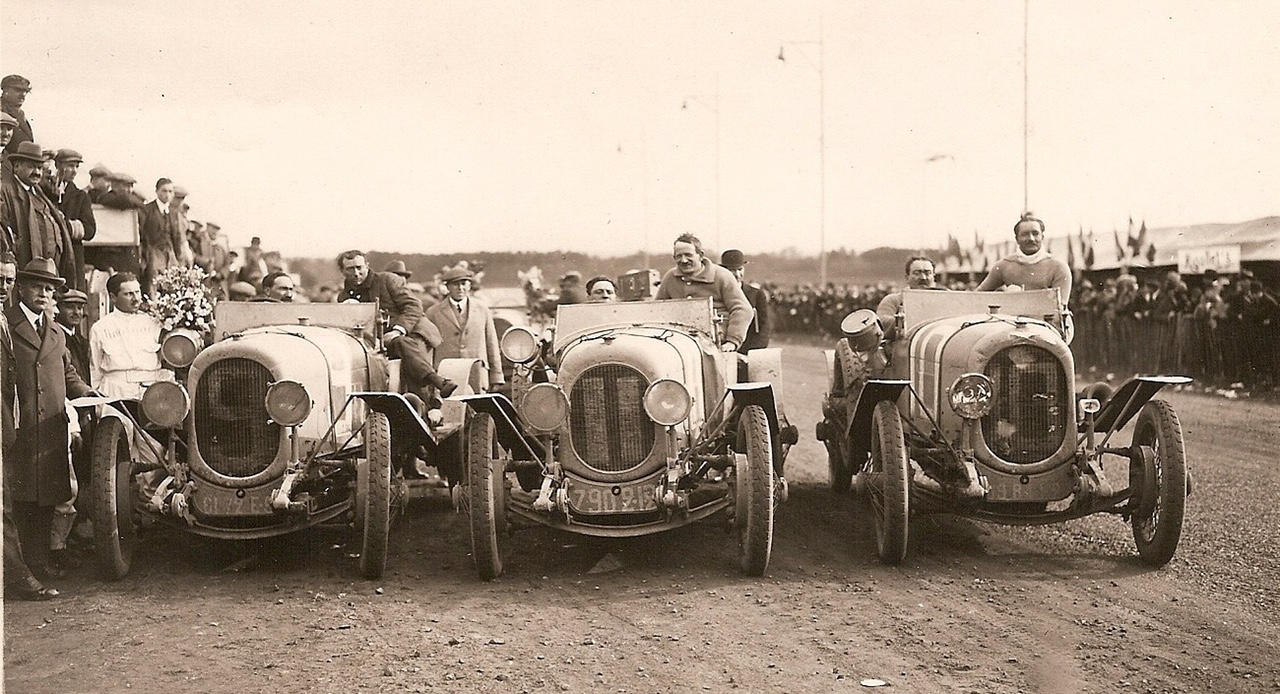
Les trois Chenard et Walcker au 24h du Mans 1923, classées (n°9), 2e (n°10) et 7e (n°11).

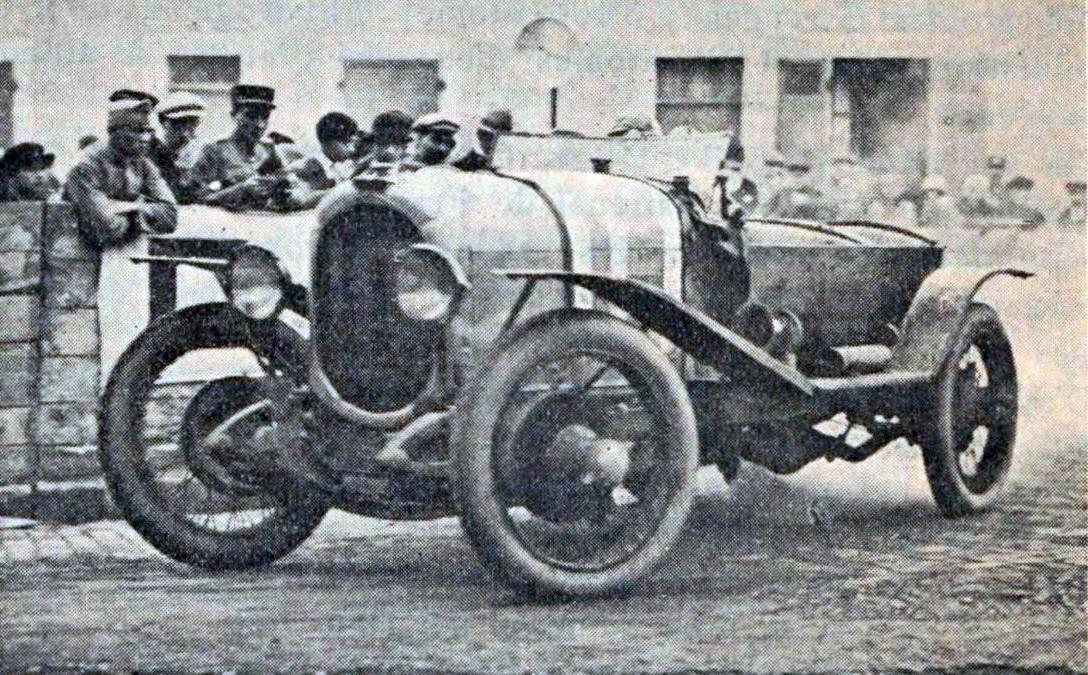
La Chenard et Walcker numéro 10 de Bachmann et Dauvergne deuxième des 24 Heures du Mans 1923.

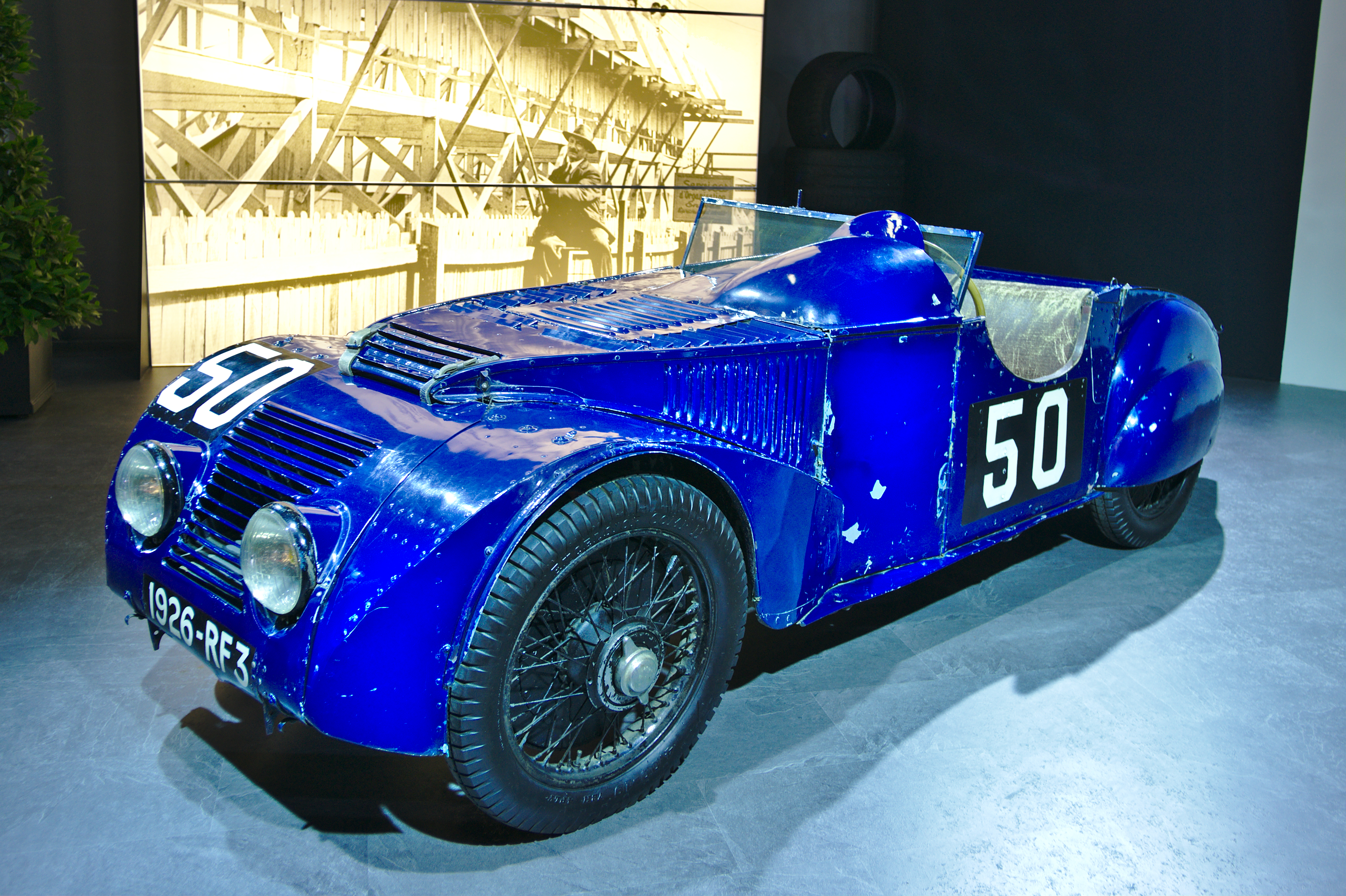
La Chenard & Walcker « Tank », 10e classée aux 24 Heures du Mans 1925 avec Raymond Glaszmann et Raphaël Manso de Zuñiga.

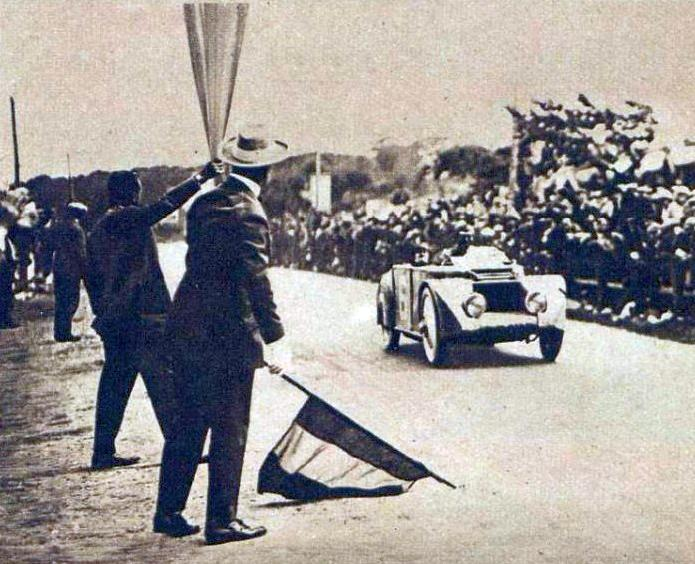
Victoire à la Coupe Georges Boillot 1925, grâce à Lagache.

En 1923, André Lagache et René Léonard (dossard n°9) remportent la première édition des 24 Heures du Mans sur une voiture à moteur quatre-cylindres de Chenard et Walcker de 2 978 cm3 à arbre à cames en tête à la moyenne de 92 km/h devant leurs concurrents Bentley et Lorraine-Dietrich, tandis que la seconde et la septième place sont aussi remportées par des équipages Chenard et Walcker, respectivement Raoul Bachmann et Christian Dauvergne sur la n°10, Fernand Bachmann et Raymond Glaszmann sur la n°11. De 1923 à 1926, l'écurie de course Chenard et Walcker s'impose en tête de la plupart des compétitions sportives automobiles où elle est représentée (jusqu'en 1937).
Autres victoires sportives de la marque : 
- Coupe Georges Boillot 1923 (André Pisart) ;
- Coupe Georges Boillot 1924 (René Léonard) ;
- Circuit des Routes Pavées 1924 (Robert Sénéchal) ;
- 24 Heures de Spa 1925 (André Lagache/René Léonard) ;
- Coupe Georges Boillot 1925 (André Lagache) ;
- Grand Prix de Guipuscoa 1926 (Manso de Zúñiga/René Léonard) ;
- Coupe Georges Boillot 1926 (André Lagache) ;
- Critérium International de Voitures de Séries 1929 (Michel Doré) ;
- Bol d'or automobile 1937 (Charles Rigoulot).

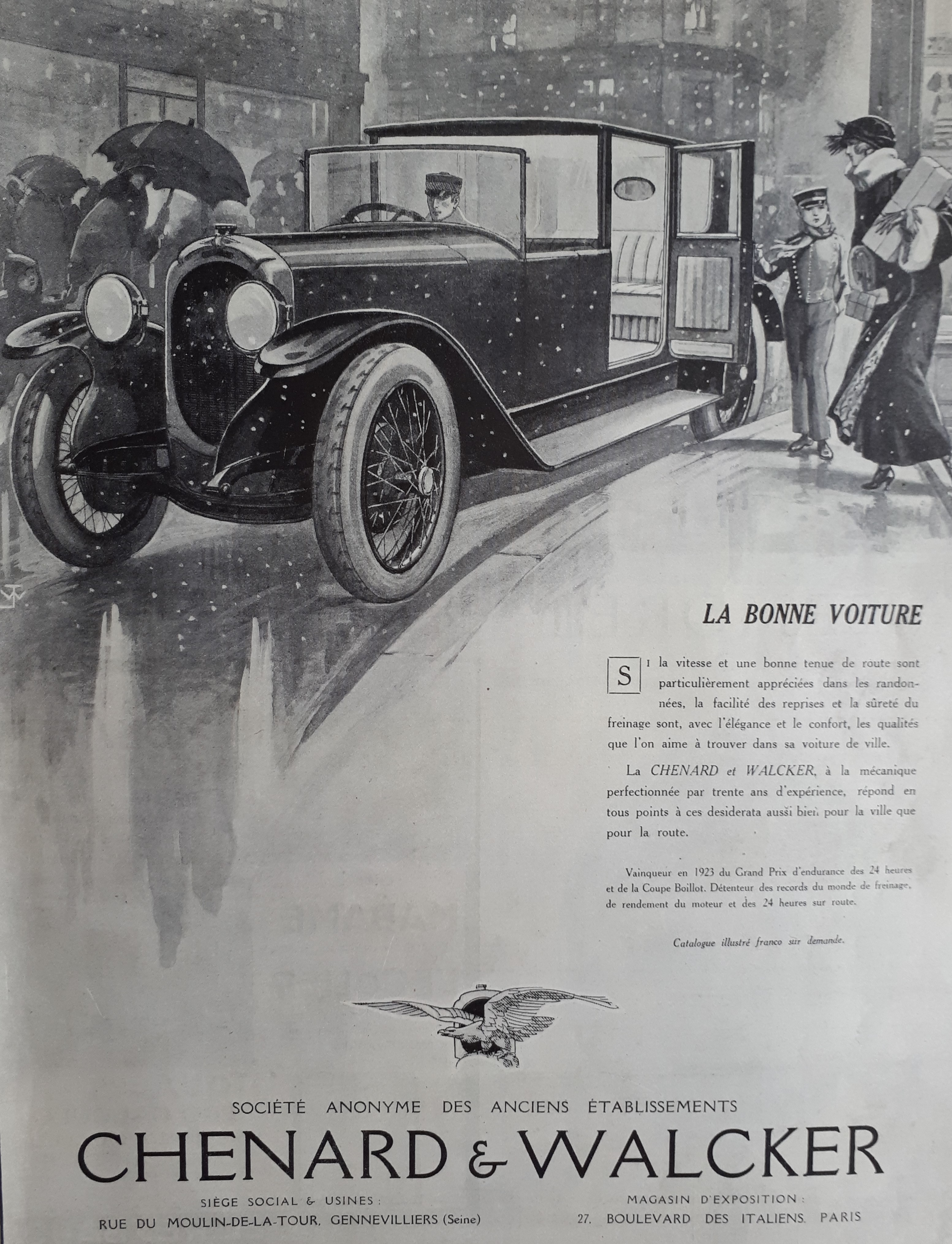
Publicité (1923).

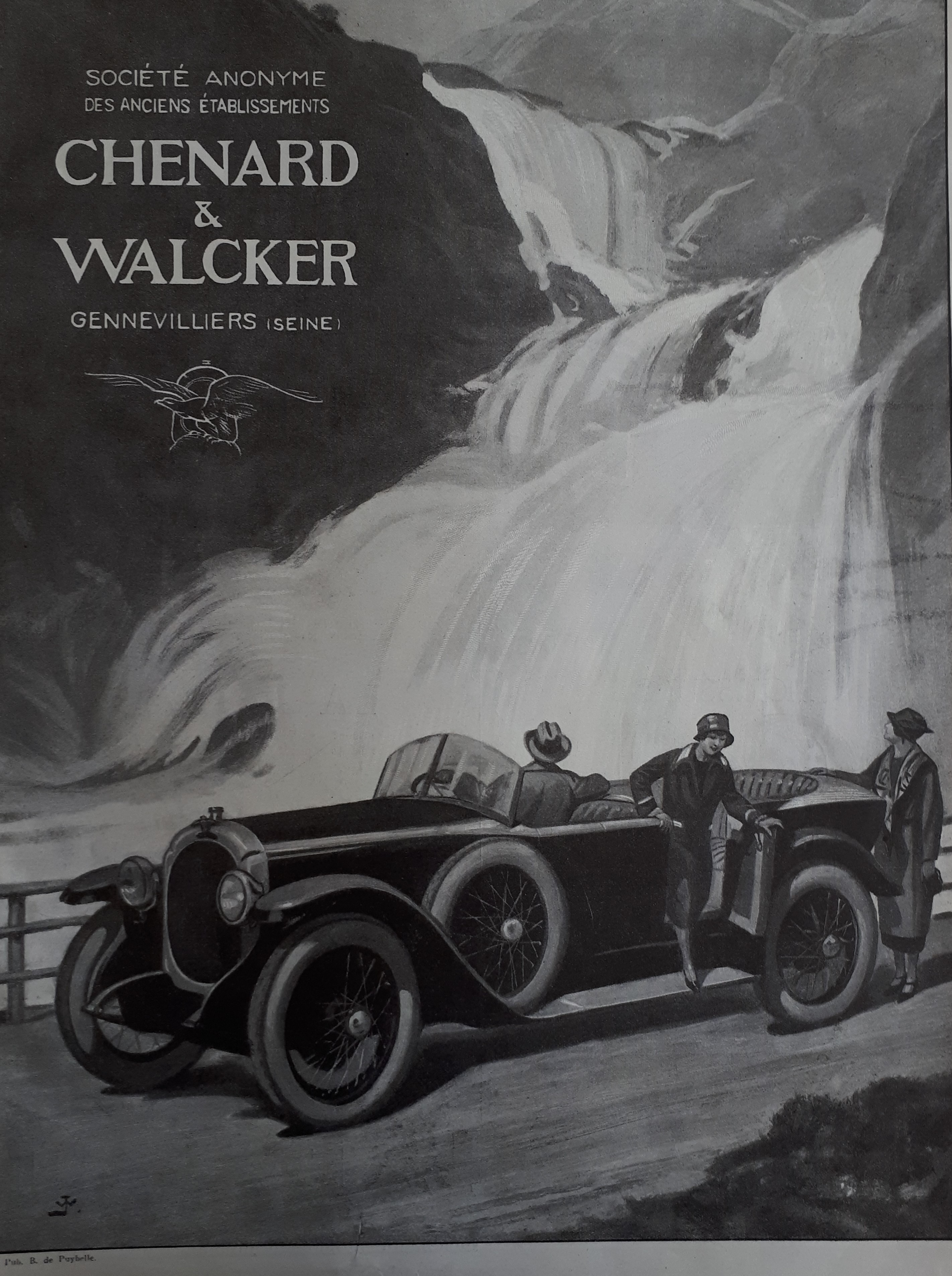
Publicité (1924).

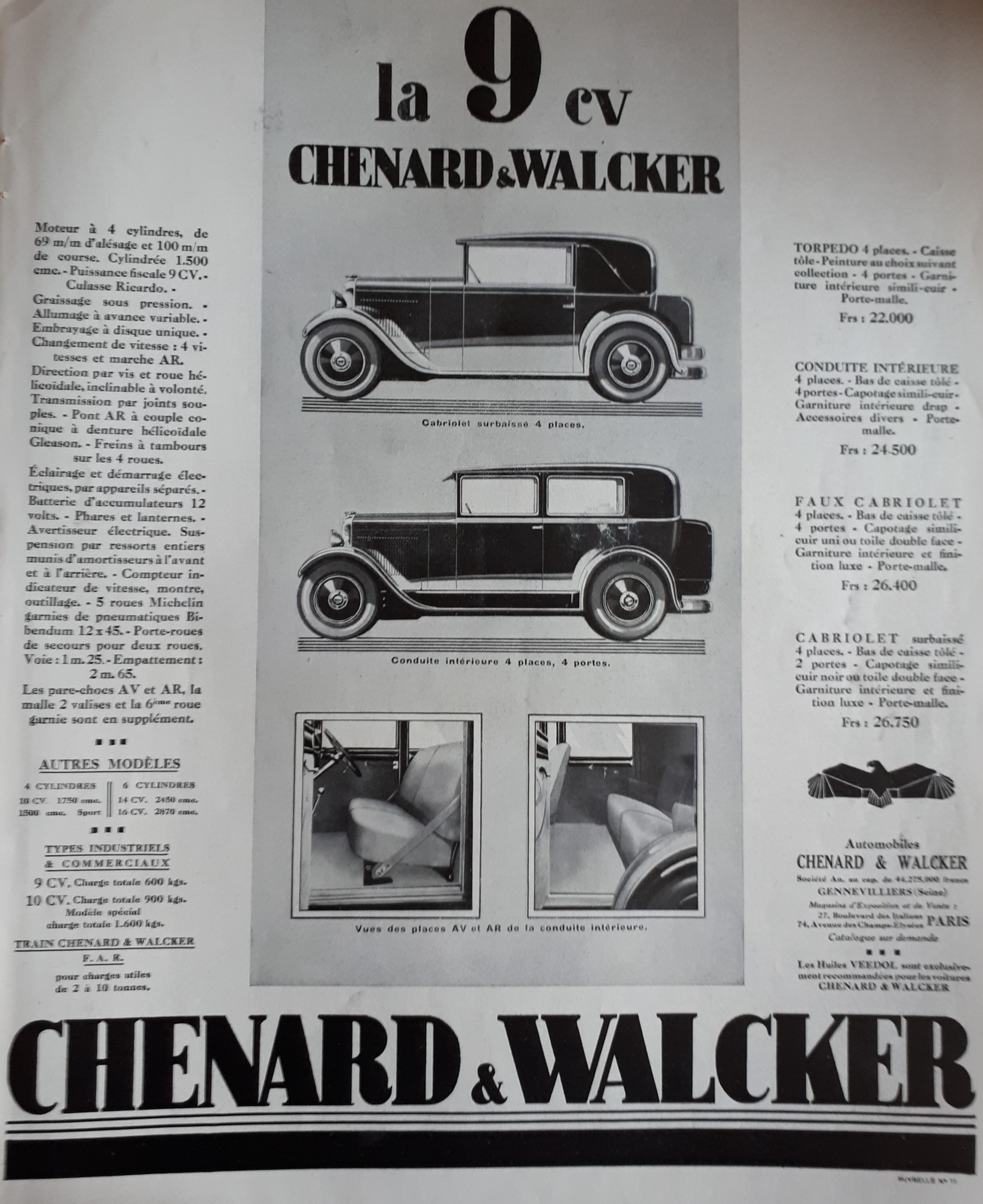
Publicité (1929).

L'ancienne voiture de tourisme 10 HP (type TT) existe toujours et les ateliers s'agrandissent pour fabriquer et vendre les cyclecars Sénéchal jusqu'en 1927.
L'effectif de la société Chenard et Walcker en 1925 est de 4 500 personnes qui produisent trois cents véhicules par mois, et monte à mille véhicules par mois en 1930.
Pour résister à la concurrence française des marques (Citroën et Renault) et abaisser les prix de revient, une entente est constituée de 1927 à 1931 avec Delahaye et Rosengart. Ainsi, chaque partenaire fabrique des modèles communs vendus par les deux firmes.
En 1927, une voiture économique propulsée par un quatre-cylindres d'1 litre de cylindrée entre dans la gamme, mais la plus populaire des petites Chenard est la 8/10 CV de la série Y à moteur 1,5 litre qui, plus puissante, devient le modèle Tank ainsi nommé pour sa carrosserie enveloppante et longue rappelant les voiturettes de course de 1 100 cm3 victorieuses de l'unique Coupe Rudge-Whitworth (en 1925, pour ses résultats en 1923/1924/1925) au 24 Heures du Mans et deux fois à la Coupe Boillot. Comme celles-ci le Tank type Y8 a des soupapes d'admission en tête mais les soupapes d'échappement sont placées latéralement. La Y8 atteint 129 km/h.
Au Salon de Paris 1931, la firme présente trois camions : de 2, 2,5 et 3,5 tonnes de charge utile.
Un an plus tard, la gamme automobile se compose des Aiglon 8 (8 CV), Aiglon 10 (10 CV), Aigle 4 (12 CV) et Aigle 6 (14 CV).
Au Salon 1933, les roues avant indépendantes, une calandre inclinée à motif central et la 20 CV Aigle 8 à moteur V8 apparaissent.
Deux ans plus tard, tous les modèles reçoivent un bloc à soupapes en tête (le moteur est dit culbuté).

### L’ère Chausson (1936-1940)
À cause de l'insuccès de la Super-Aigle 4 (12 ou 14 CV), version à traction avant de l'Aigle 4 conçue par Lucien Chenard et Jean-Albert Grégoire, face à la concurrence de la Citroën Traction Avant, la firme connaît des difficultés financières la menant à être absorbée par son principal fournisseur et créancier la Société des usines Chausson fin 1936. Les fabrications sont alors réduites, les voitures adoptent la carrosserie Chausson de la Matford, les moteurs sont remplacés par ceux de la Citroën Traction Avant 11 CV et de la Matford Alsace V8, les camions sont abandonnés et FAR, qui présentera en 1937 le cheval mécanique, un tracteur à trois roues avec un attelage automatique, continue indépendamment ses fabrications jusqu'en 1972. Ce tracteur sera adopté par les messageries de la SNCF et plus tard le Sernam. Matford avait accepté d'aider Chenard pour éviter la menace du rachat de cette marque par General Motors, grand concurrent de Ford.
En 1937, Charles Rigoulot est vainqueur du Bol d'or automobile à Montlhéry sur une Tank 1 100 cm3 privée.
En 1940, la fabrication des automobiles cesse.

### De Chausson à Chausson-Peugeot (1945-1992)
Après la Seconde Guerre mondiale, l'entreprise se spécialise dans la fabrication d'un fourgon de charge utile 1 500 kg à cabine avancée et à traction avant équipée d'un moteur bi-cylindre deux temps en ligne et à refroidissement liquide, puis d'un quatre-cylindres provenant de la Peugeot 202. Peugeot cesse de lui fournir ses moteur, précipitant la chute de Chenard, qui est alors définitivement absorbée par la Société des usines Chausson, elle-même filiale de Peugeot puis continue à produire ses camionnettes commercialisées dans le réseau Peugeot sous cette marque (Peugeot D3 et D4).
Juridiquement, l'entreprise ne sera pas dissoute et durera jusqu'en 1992 au travers de Chausson qui construira des utilitaires Citroën, Peugeot et Renault. Le nom Chenard et Walcker n'apparaîtra plus nulle part sauf au registre des sociétés (source Infogreffe).

## Personnalités ayant œuvré pour Chenard et Walcker

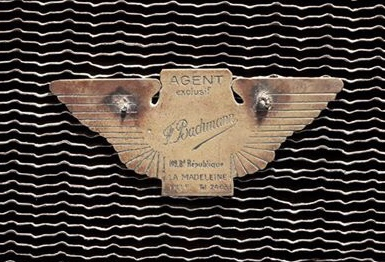
Emblème des concessions Chenard et Walcker de Fernand Bachmann.

- Christian Dauvergne, pilote automobile.
- Robert Deloche, ouvrier Chenard et Walcker et homme politique.
- Roger Godchaux, sculpteur, créateur en 1927 d'un emblème pour orner les voitures de la marque.
- René Léonard, pilote automobile.
- André Pisart, pilote automobile.
- Robert Sénéchal, pilote automobile.
- Michel Doré, pilote automobile.
- Manso de Zúñiga, pilote automobile pour la marque de 1924 à 1926.
- Charles Rigoulot, haltérophile et pilote automobile.
- Robert Sénéchal, pilote automobile, grand-père de Patrick Zaniroli.
- Fernand Bachmann, pilote automobile et concessionnaire de la marque.
- Raoul Bachmann, pilote automobile.

## Au cinéma
L'acteur français Jean Gabin conduit une Chenard et Walcker de 1925 dans le film Le Tatoué (1968).

## Galerie

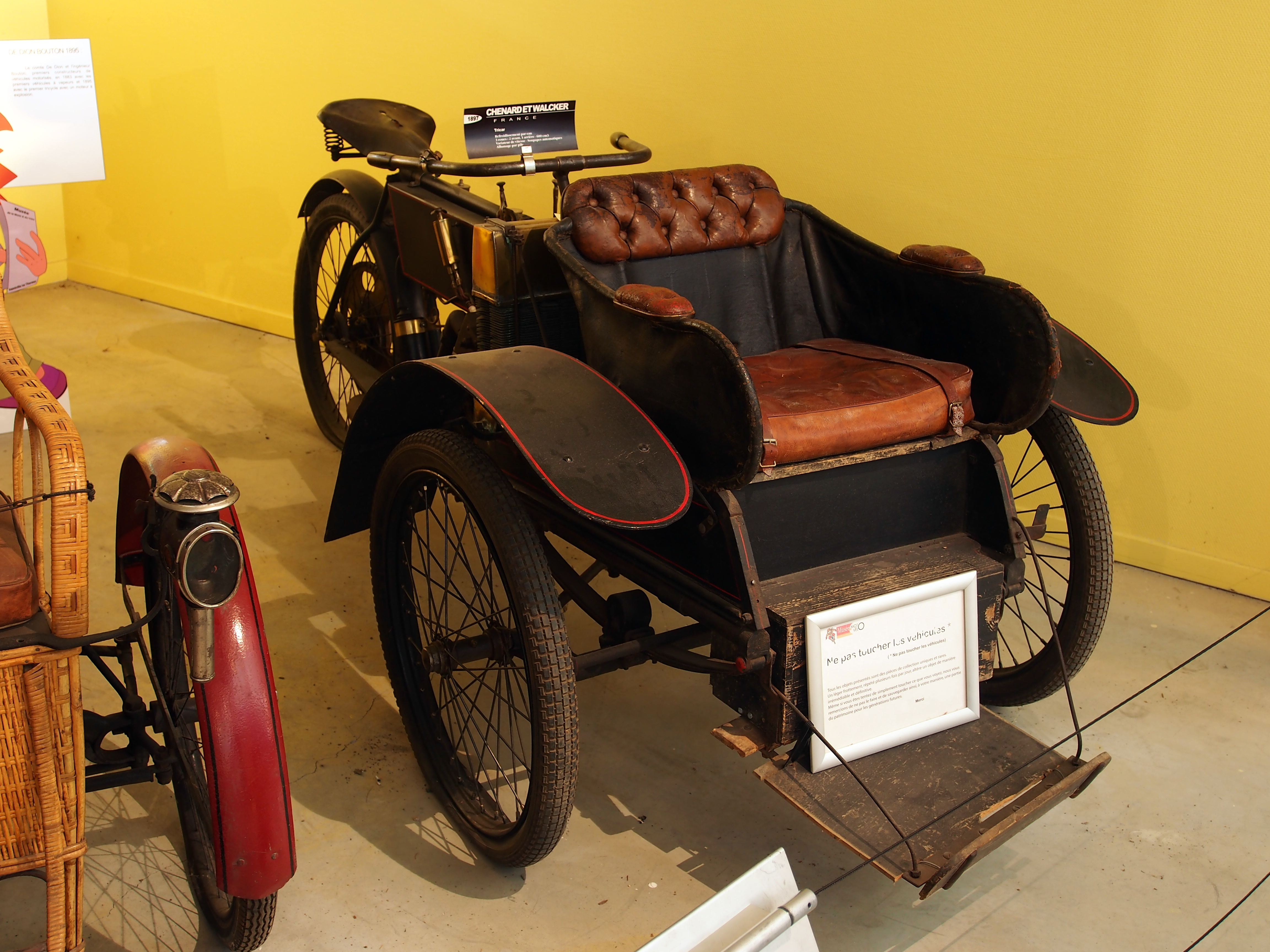
Tricyle Chenard (1897).
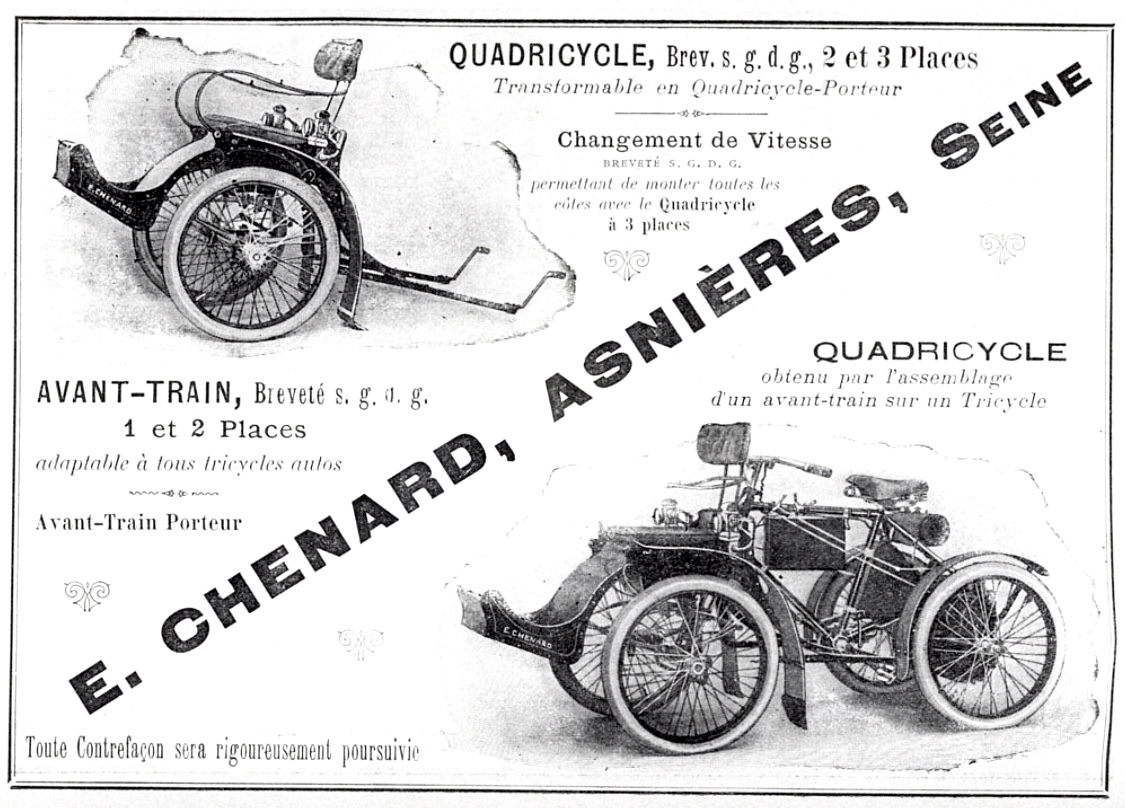
Publicité Chenard (1899)[10].
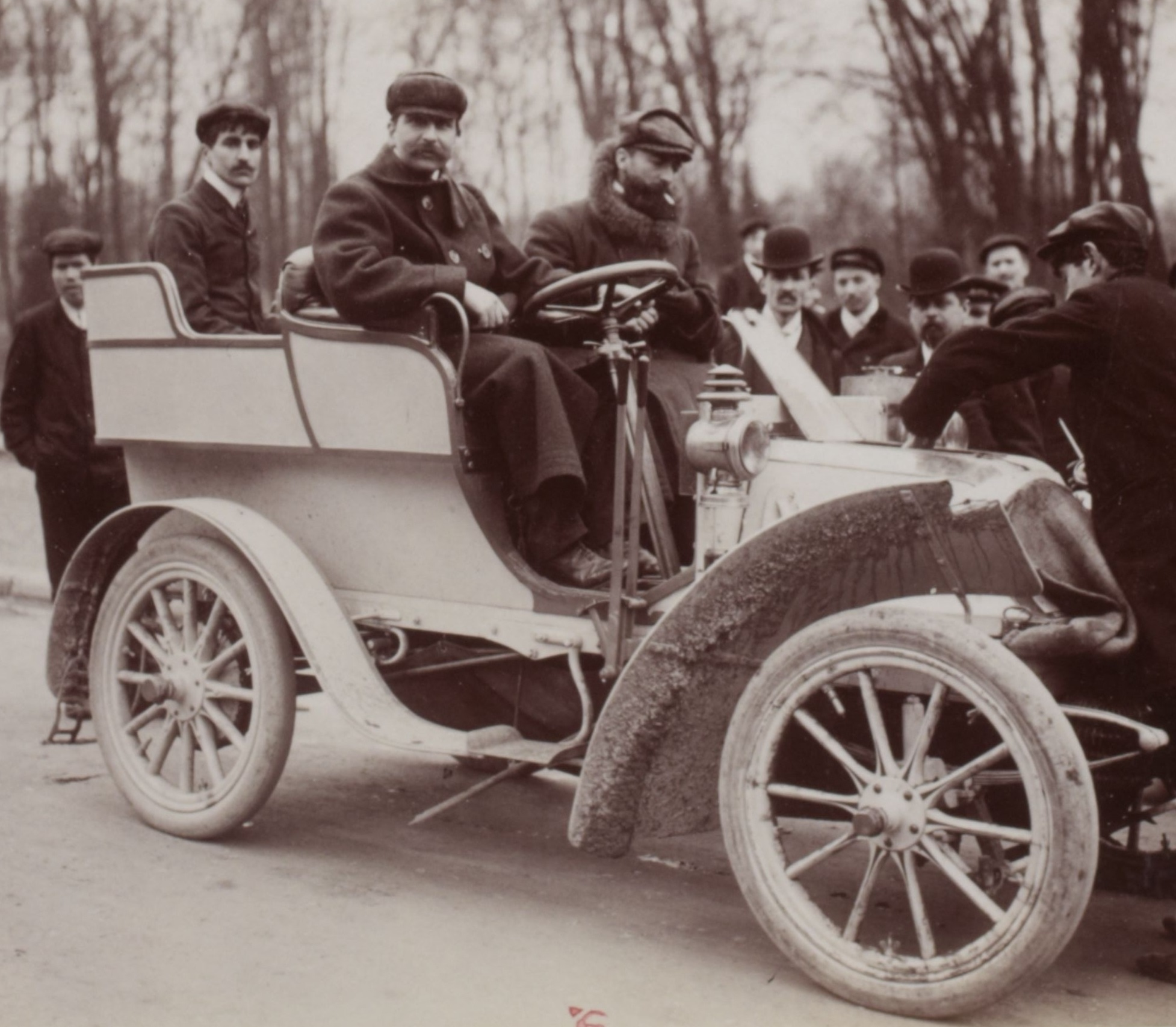
Henry Walcker sur Chenard et Walcker (3e Critérium de la consommation de mars 1903).
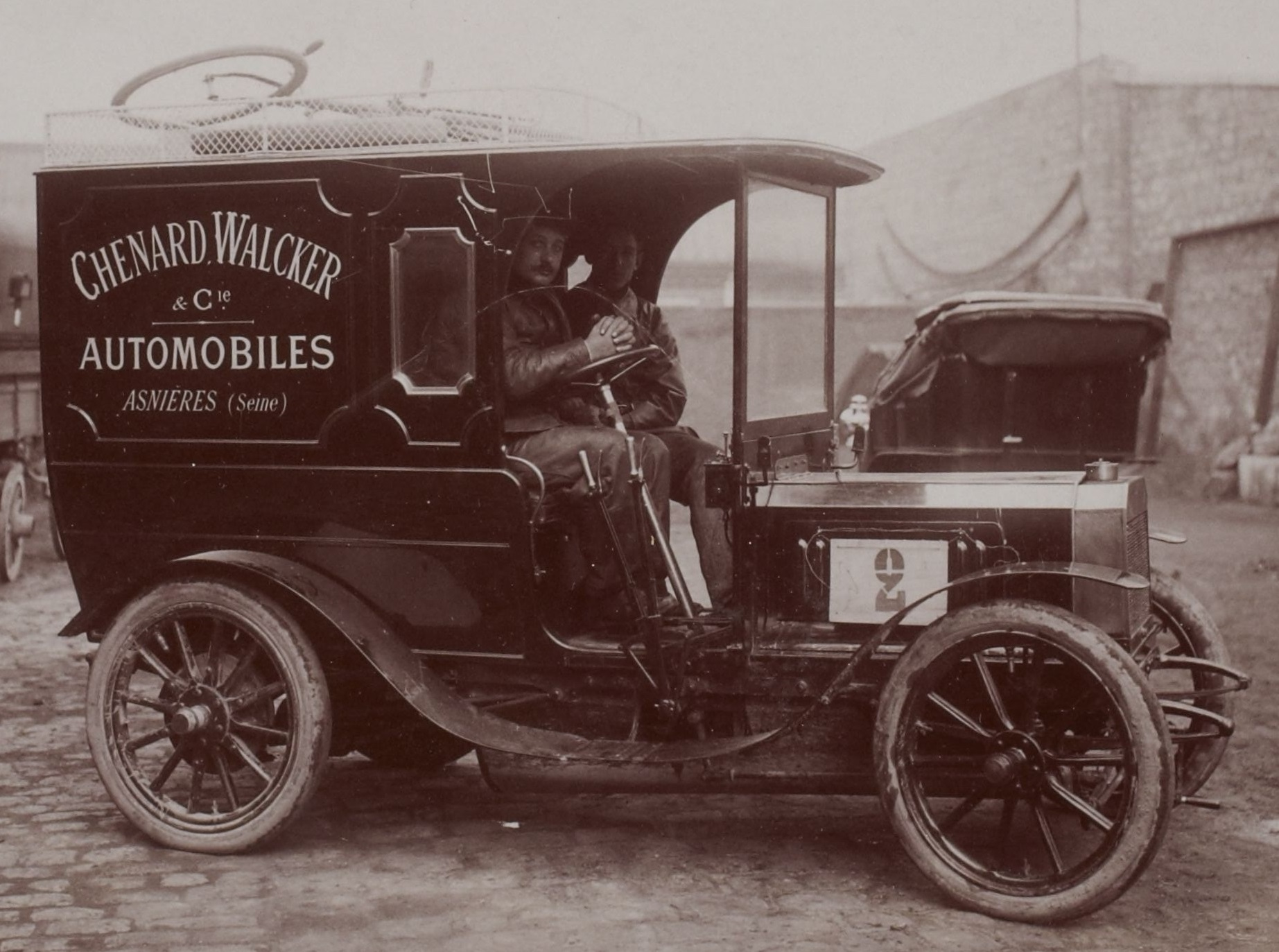
Voiture de livraison Chenard & Walcker de 1904.
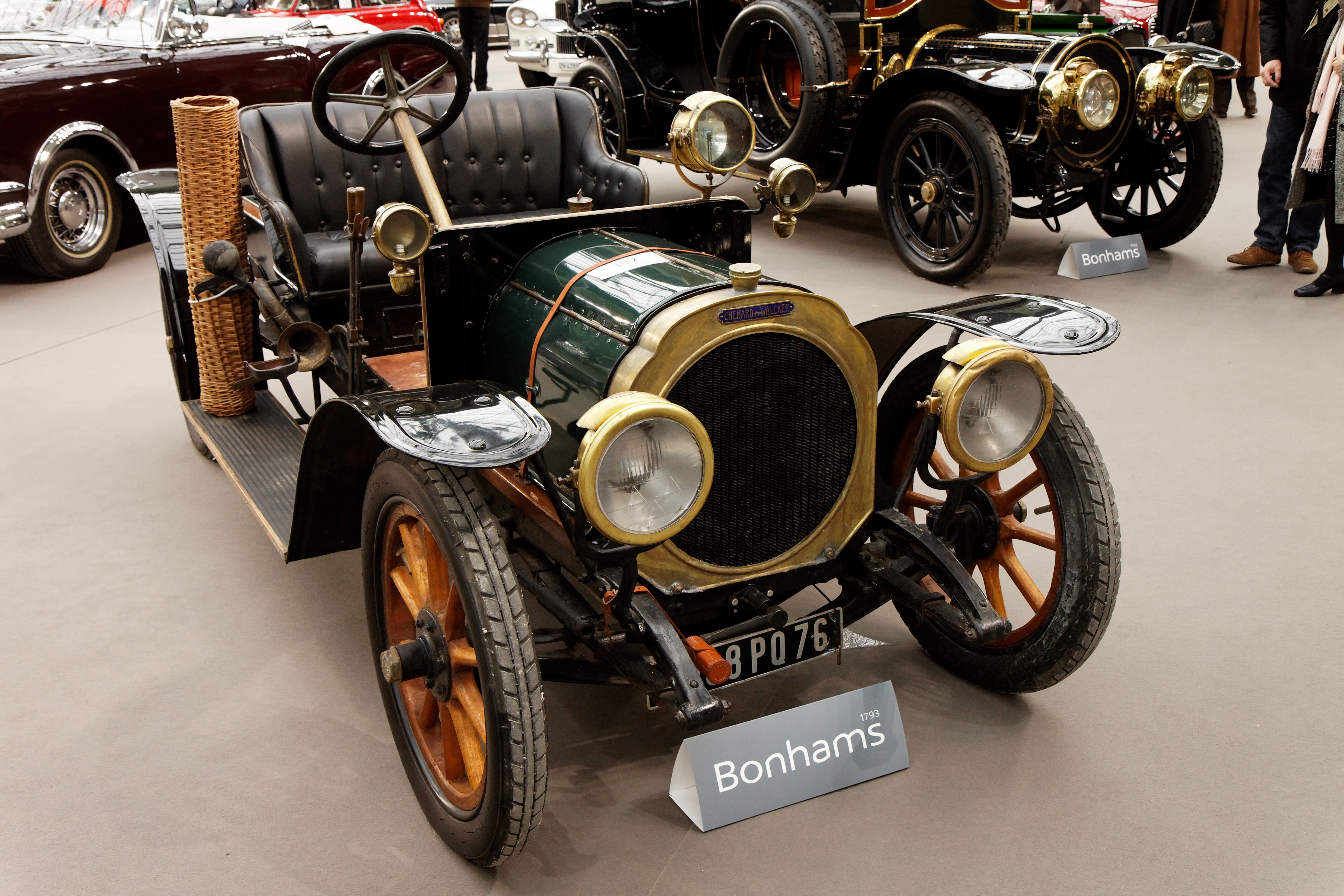
Chenard et Walcker 8 CV Type T Phaeton (1908).
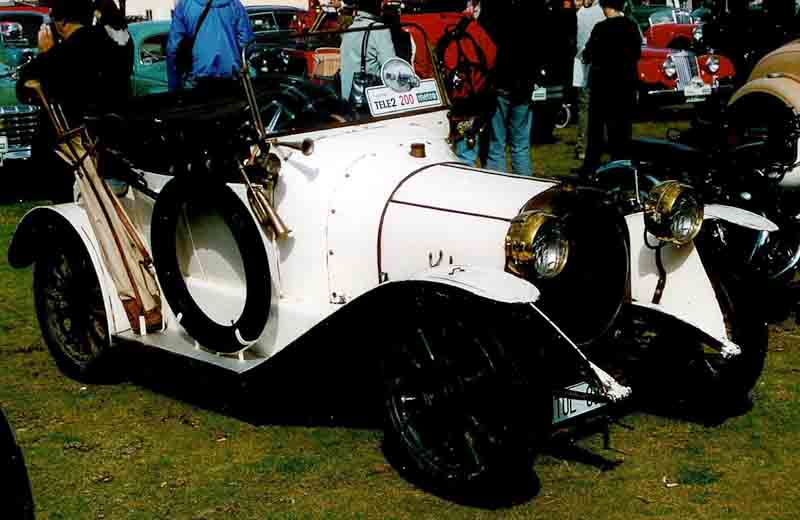
Chenard et Walcker 7/9 HP (1913).
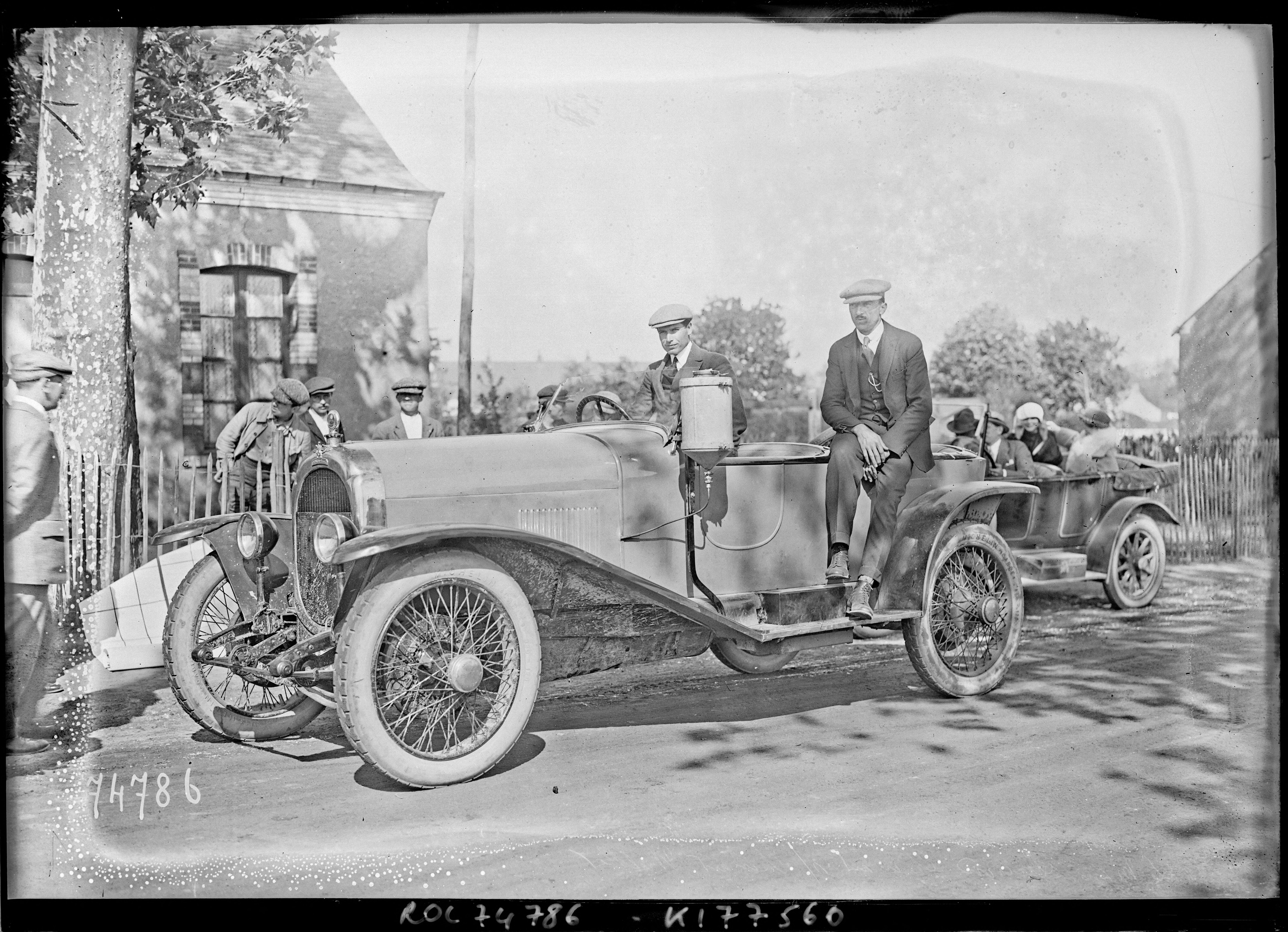
Lucien Chenard sur Chenard et Walcker (Le Mans, 22 mai 1922).
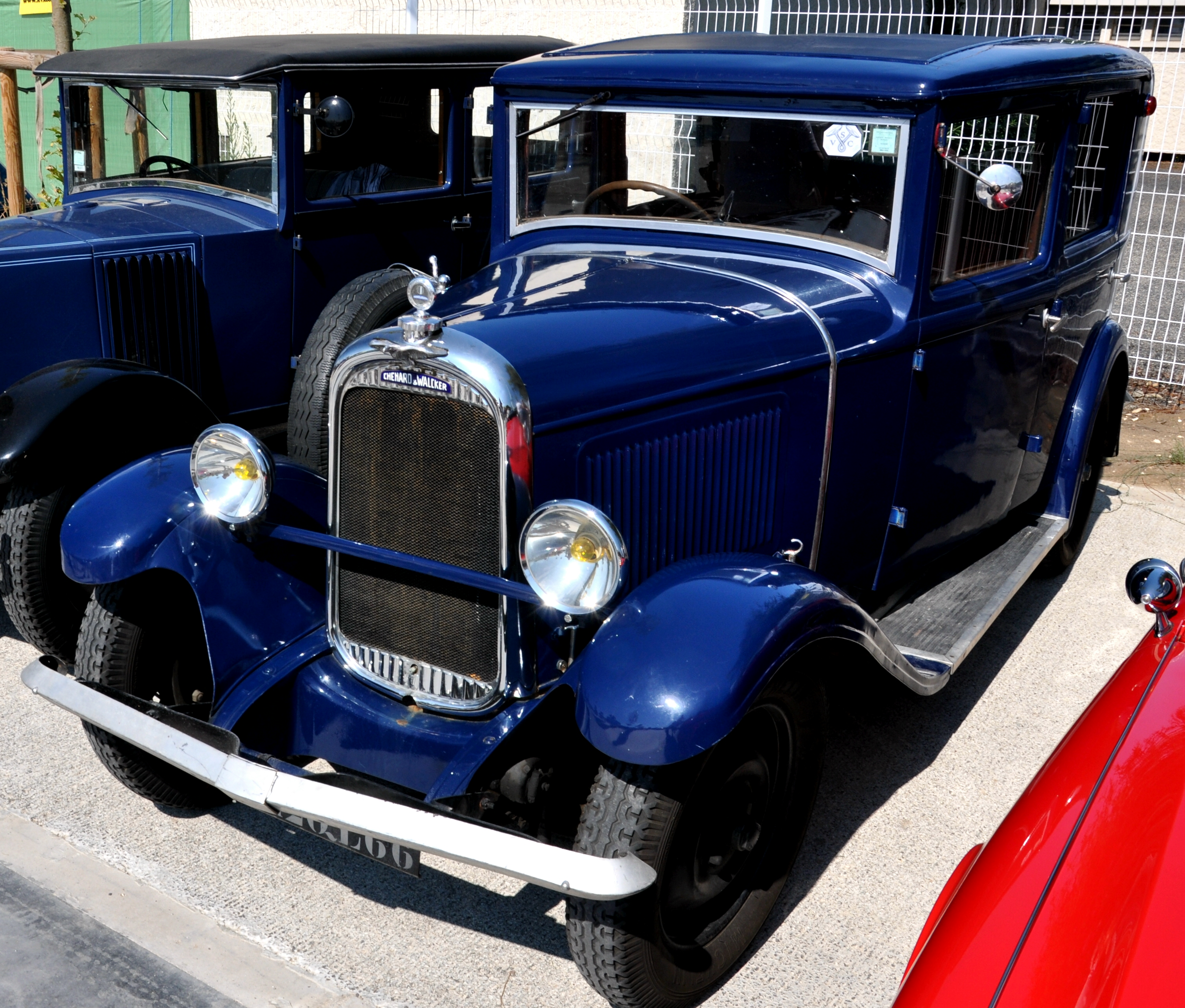
Chenard & walcker Y6 9CV
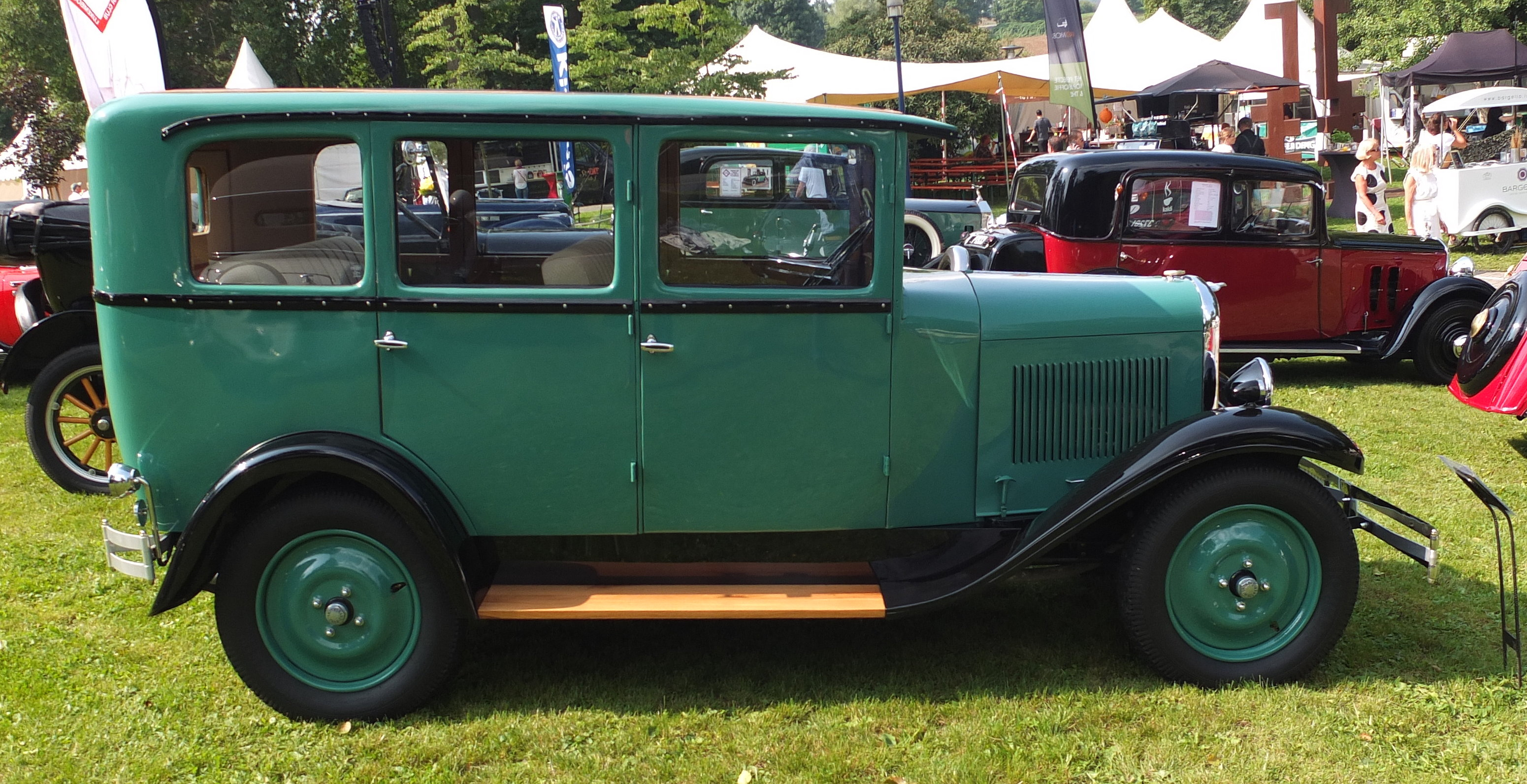
Chenard et Walcker Y6 Boulangère (1930).
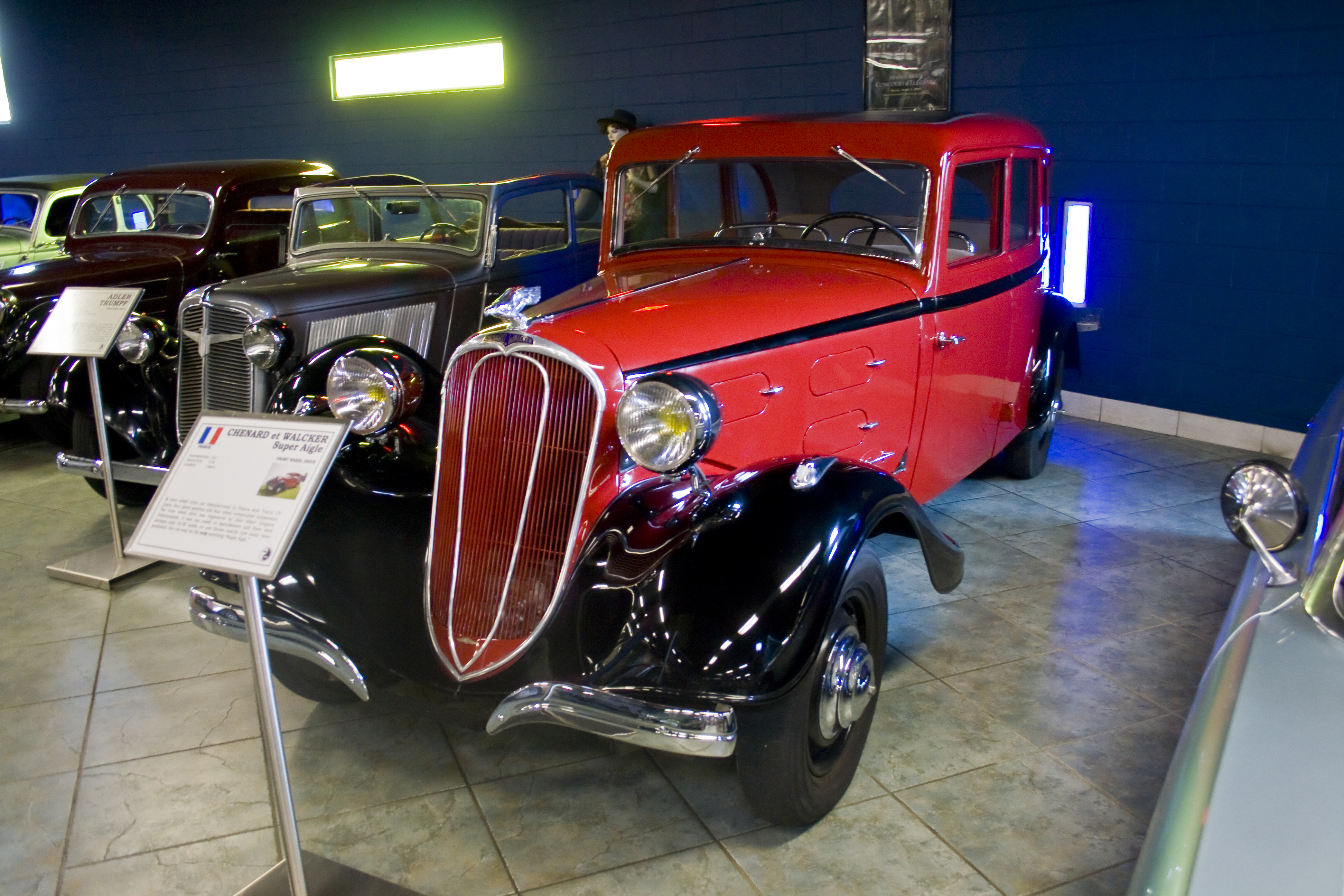
Chenard et Walcker Type T9T Super Aigle (1933)
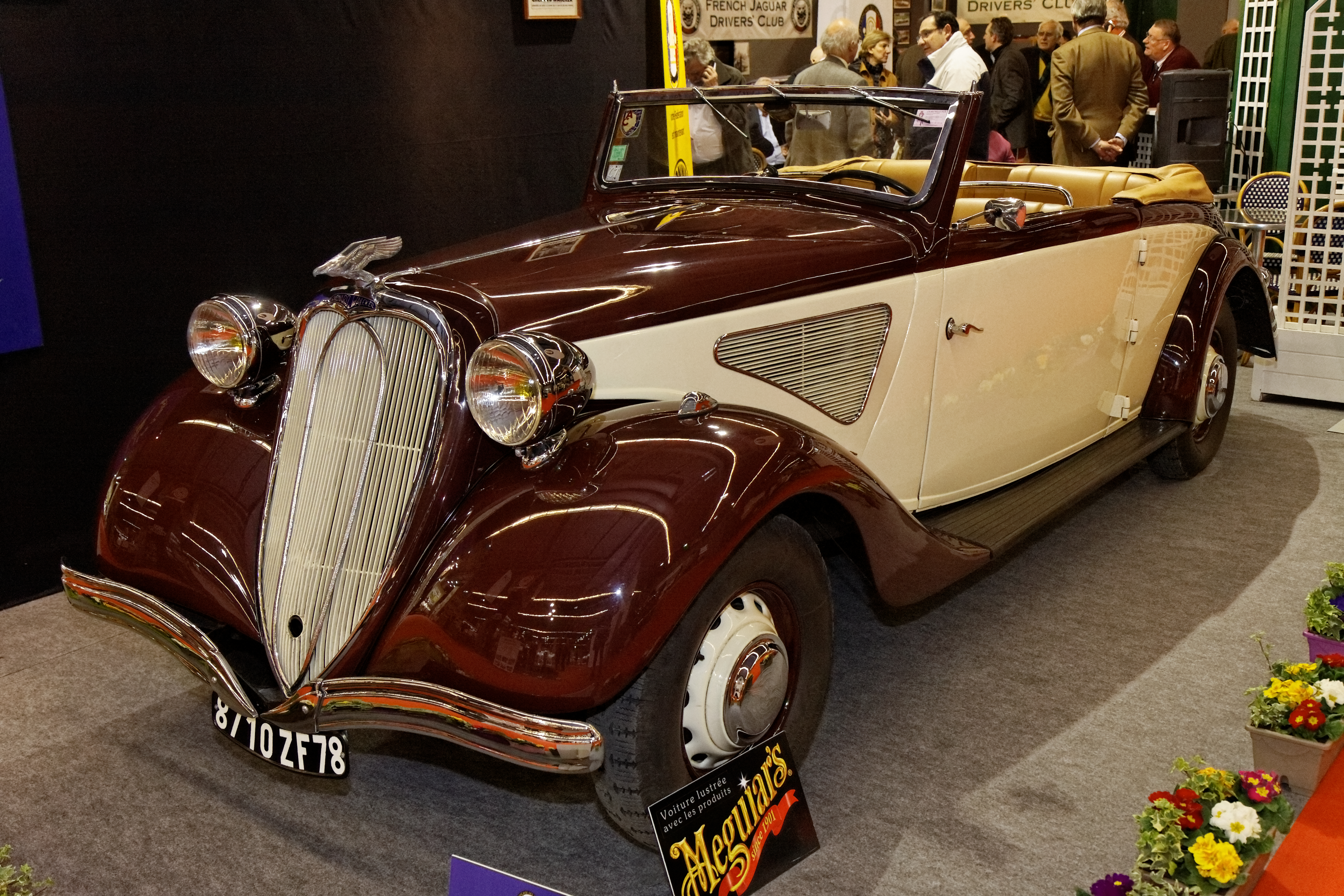
Chenard et Walcker T24C Super Aigle (1936).
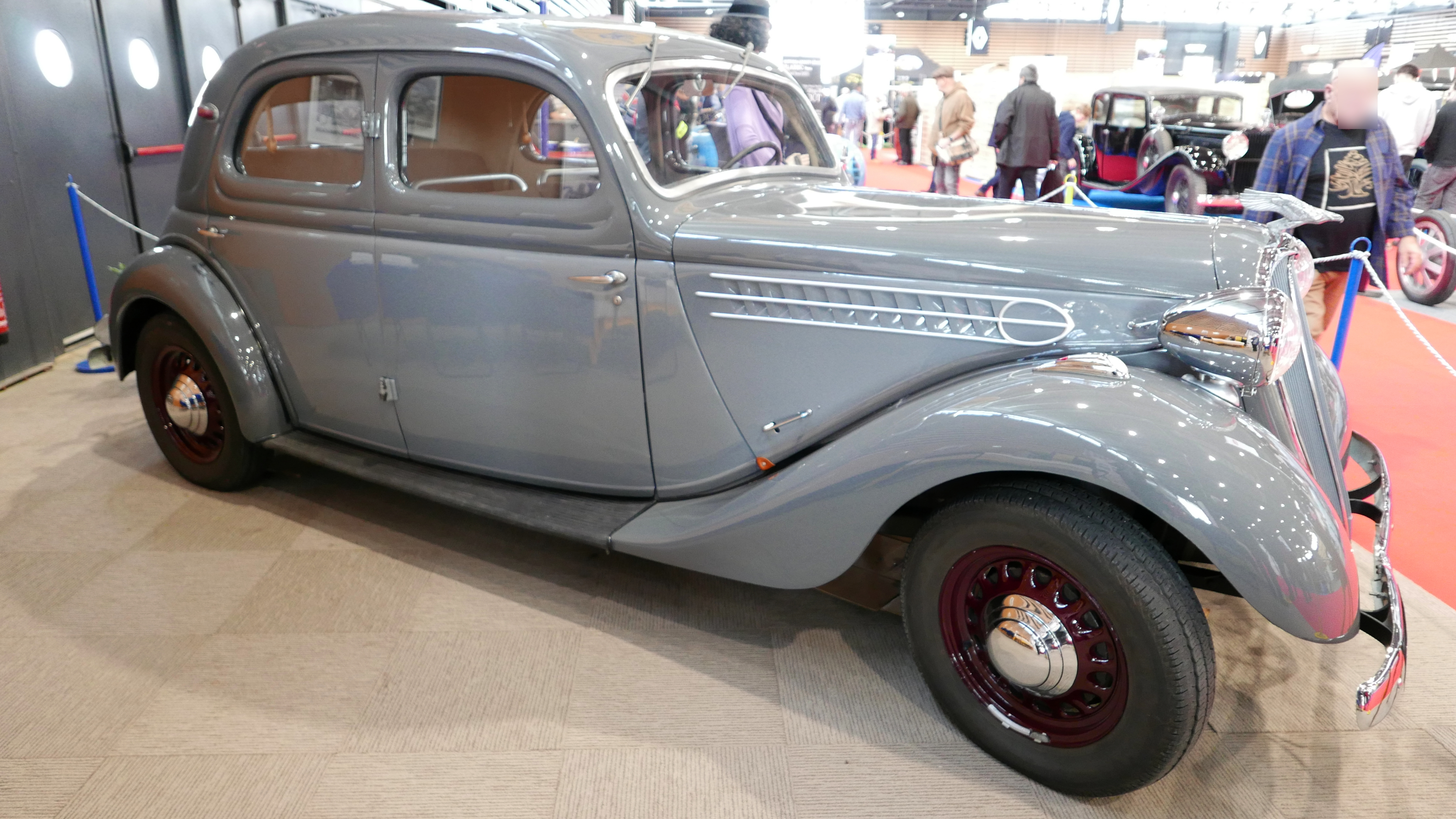
Chenard & Walcker Aigle 22 type F22 (1937)
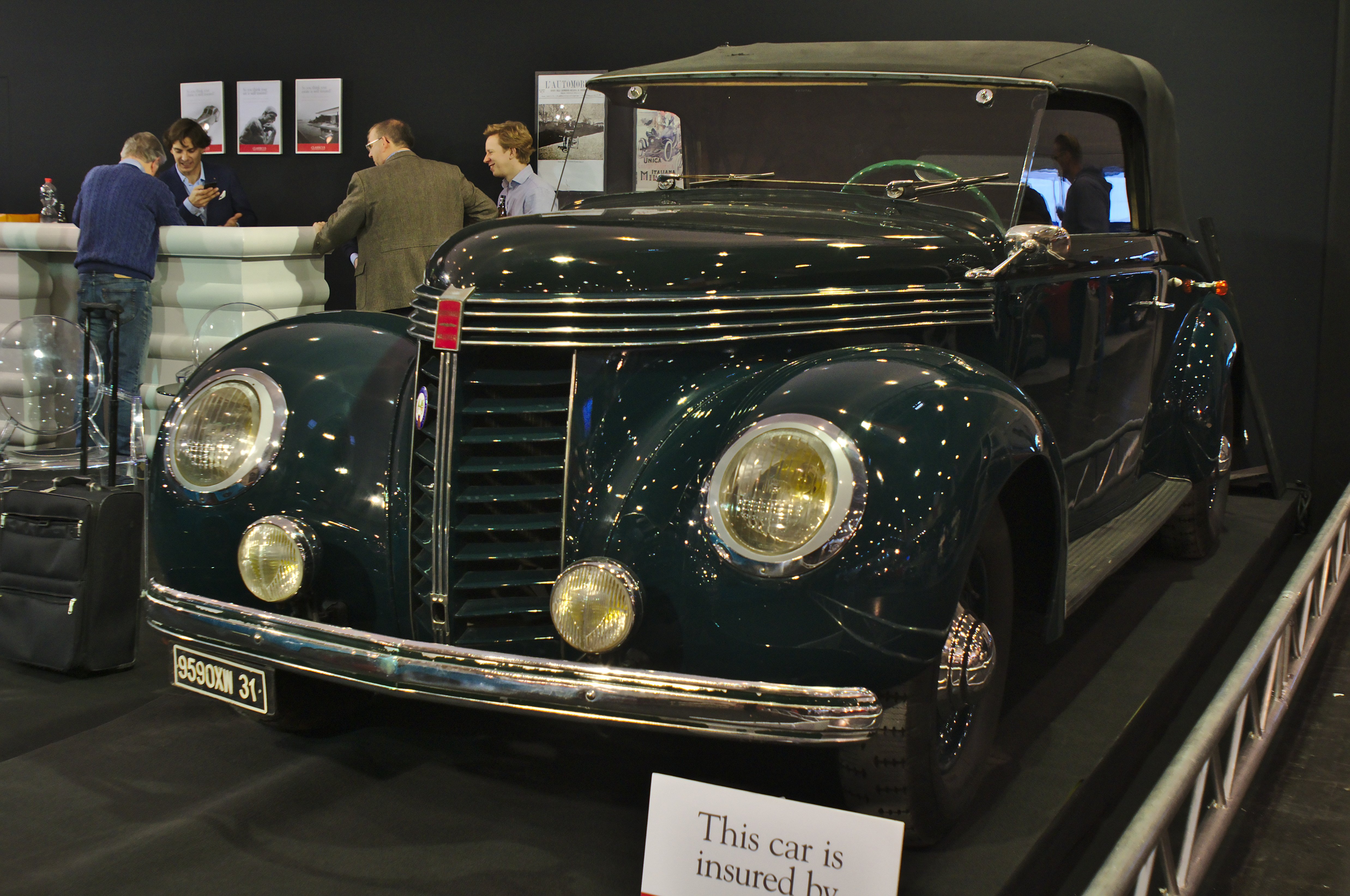
Chenard et Walcker Aigle 22 type F 23 Cabriolet (1939)
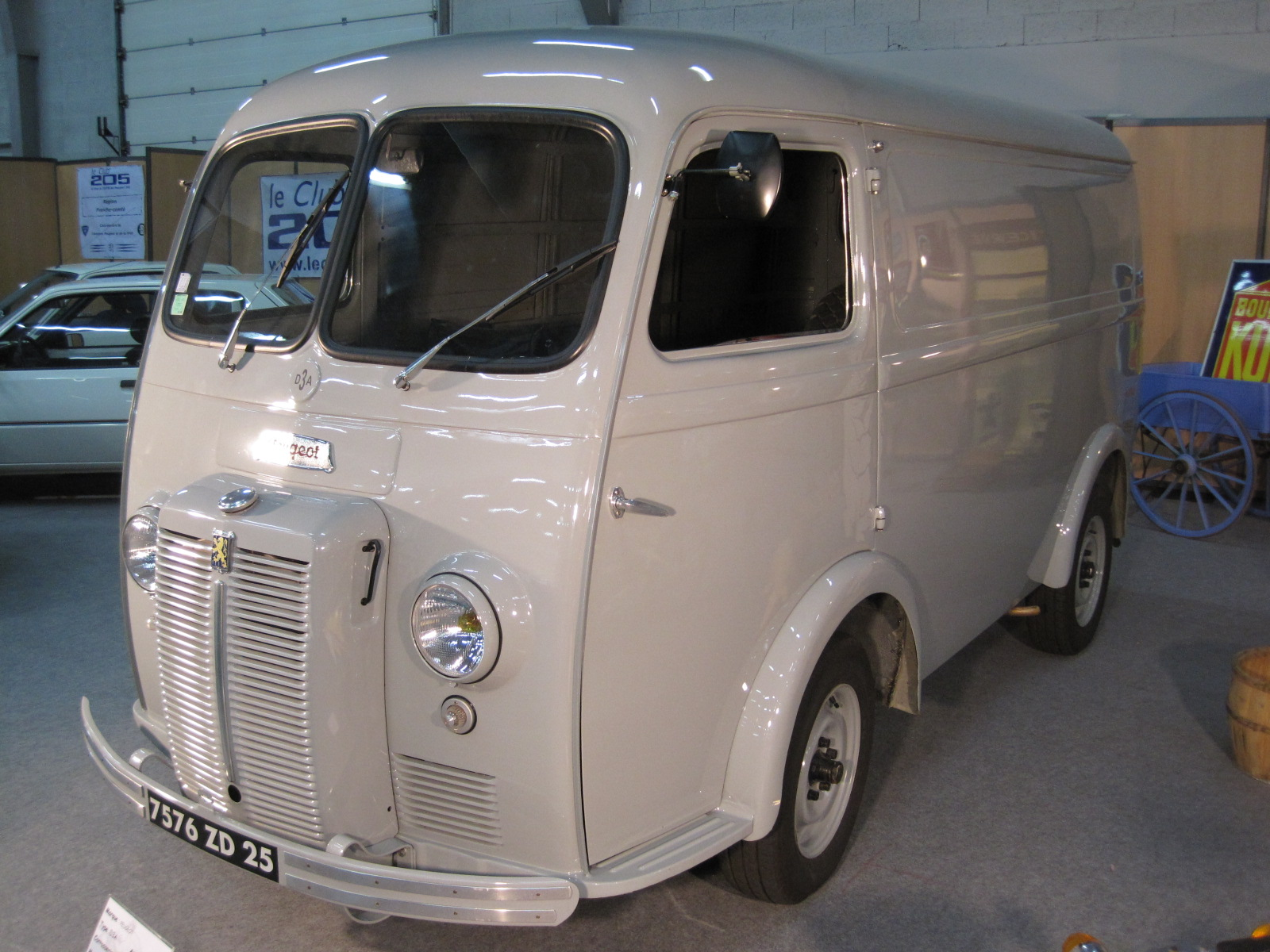
Fourgon D3 distribué par Peugeot de 1950 à 1965.